# Cape Arago State Park
Der Cape Arago State Park ist ein 54 ha großer State Park im Coos County im US-Bundesstaat Oregon. 

## Geographie
Der Park liegt 24 km südlich von Coos Bay am Ende des Cape Arago Highways. Das Cape Arago ist ein nur spärlich bewachsenes, 60 m hohes Kap, von dem der Blick nach Süden bis Cape Blanco reicht. Zwei Wege führen vom Parkplatz am Ende des Highways zu Sandstränden und Gezeitentümpeln und bieten einen Blick auf die vorgelagerte Shell Island, die zum Oregon Islands National Wildlife Refuge gehört.

## Flora und Fauna
An der Klippenküste sowie auf den vorgelagerten Felsen und Insel können zahlreiche Meeresvögel wie Kragenenten, Klippenausternfischer sowie Zugvögel wie Schwarzkopf-Steinwälzer, Trottellummen, Marmelalken, Renntaucher, Rothalstaucher, Sterntaucher, Pazifiktaucher, Meerscharben, Pinselscharben und zahlreiche Möwenarten beobachtet werden. Im mit Regenwald bewaldeten  Hinterland leben Singvögel wie Townsend-Waldsänger, Rubingoldhähnchen, Indianergoldhähnchen, Andenbaumläufer und Fichtenkreuzschnabel. Im Sommer können im Park  Fischadler, Weißkopfseeadler und Kanadareiher gesichtet werden.
Shell Island gilt als nördlichster Platz an der Pazifikküste, an dem Seeelefanten Jungtiere bekommen, außerdem leben Kalifornische und Stellersche Seelöwen sowie Seehunde auf der Insel.

## Geschichte
Angeblich war die Bucht südlich des Kaps schon ein Ankerplatz von Francis Drake auf seiner Weltumsegelung im Juni 1579. James Cook benannte das Kap auf seiner dritten Reise am 12. März 1778 nach dem Namenstag des heiligen Gregors Cape Gregory. 1850 wurde es zu Ehren des französischen Physikers François Arago in Cape Arago umbenannt. Das Gelände gehörte ursprünglich zum Grundbesitz des Holzbarons Louis Simpson, der es am 1. Juni 1932 dem Staat Oregon schenkte. Wege und andere Einrichtungen des State Parks wurde durch das Civilian Conservation Corps errichtet. Während des Zweiten Weltkriegs wurde die Stelle von der Coast Guard und der US-Armee als Beobachtungsposten und Radarstation genutzt.

## Touristische Anlagen
Der Besuch des Parks ist gebührenfrei. Der Park verfügt über einen Picknickbereich und über mehrere Wanderwege. Im Norden grenzt er an den Shore Acres State Park, 3 km weiter nördlich liegt der Sunset Bay State Park. Die drei Parks sind durch einen Wanderweg, der auch Teil des Oregon Coast Trail ist, miteinander verbunden.